# Campeonato Mundial de Voleibol Masculino Sub-21
El Campeonato Mundial de Voleibol Masculino Sub-21 es una competición internacional de voleibol para hombres de veintiún años a menos. La primera competición tuvo lugar en Río de Janeiro, Brasil, en 1977. 

## Palmarés

### Países organizadores
| Sede | Países |
| ---- | --- |
| 3    | Baréin (1987, 1997, 2023) |
| 2    | Brasil (1977, 2011) · India (2005, 2009) |
| 1    | Estados Unidos (1981) · Italia (1985) · Grecia (1989) · Egipto (1991) · Argentina (1993) · Malasia (1995) · Tailandia (1999) · Polonia (2001) · Irán (2003) · Marruecos (2007) · Turquía (2013) · México (2015) · República Checa (2017) · Italia (2021) · Bulgaria (2021) |

## Medallero
- Actualizado en Bahrain 2023

| Núm. | País            | Oro | Plata | Bronce | Total |
| ---- | --------------- | --- | ----- | ------ | ----- |
| 1    | Rusia           | 10  | 3     | 4      | 17    |
| 2    | Brasil          | 4   | 6     | 4      | 14    |
| 3    | Polonia         | 3   | 0     | 1      | 4     |
| 4    | Irán            | 2   | 0     | 1      | 3     |
| 5    | Italia          | 1   | 5     | 2      | 8     |
| 6    | Bulgaria        | 1   | 0     | 2      | 3     |
| 7    | Corea del Sur   | 1   | 0     | 1      | 2     |
| 8    | Cuba            | 0   | 3     | 2      | 5     |
| 9    | Argentina       | 0   | 2     | 1      | 3     |
| 10   | China           | 0   | 1     | 2      | 3     |
| 11   | Francia         | 0   | 1     | 0      | 1     |
| 11   | Japón           | 0   | 1     | 0      | 1     |
| 13   | República Checa | 0   | 0     | 1      | 1     |
| 13   | Serbia          | 0   | 0     | 1      | 1     |
| 13   | Venezuela       | 0   | 0     | 1      | 1     |
|      | TOTAL           | 22  | 22    | 22     | 66    |

## MVPpor edición
- 1995 –  Brasil - Giba
- 1999 –  Rusia - Pavel Abramov
- 2001 –  Venezuela - Ernardo Gómez
- 2005 –  Brasil - Thiago Alves
- 2007 –  Brasil - Deivid Costa
- 2009 –  Brasil - Mauricio Silva
- 2011 –  Rusia - Leonid Shchadilov
- 2013 –  Rusia - Victor Poletaev
- 2015 –  Rusia - Pavel Pankov
- 2017 –  Polonia - Jakub Kochanowski
- 2019 –  Irán - Amir Hossein Esfandiar